# Pablo Varela Server
Pablo Varela Server (Denia, 2 de julio de 1942-Ciudad de Panamá, 6 de enero de 2024) fue un obispo católico, profesor, filósofo y teólogo español radicado en Panamá.
Ordenado sacerdote en Bélgica, durante años ha estado estudiando y ejerciendo en diversos países. Desde 2004 se desempeñó como obispo titular de Macomades Rusticiana y obispo auxiliar de la arquidiócesis de Panamá.

## Biografía
Nacido en el municipio de Denia el 2 de julio de 1942. A los siete años se trasladó con sus padres a La Habana, Cuba. Allí creció e inició sus estudios superiores en la Universidad de La Habana. Más tarde, por motivos personales, tuvieron que regresar a España y continuó con sus estudios en la Universidad de Valencia, donde cursó hasta el tercer año de carrera solamente para poder iniciar su formación sacerdotal en el seminario.

### Sacerdote
Al poco tiempo se trasladó hacia Bélgica y allí se licenció en filosofía y teología por la Universidad Católica de Lovaina. Fue en la Capilla del Colegio Pro América Latina de esta misma universidad, donde el 28 de junio de 1970 fue ordenado sacerdote por el obispo de Tournai Charles-Marie Himmer, conocido en la historia religiosa por haber sido asesor de la Juventud Obrera Cristiana (JOC) y por haber sido uno de los firmantes del famoso Pacto de las catacumbas.
Por invitación del entonces arzobispo metropolitano de Panamá Marcos G. McGrath a que fuese al país y por aprobación del arzobispo de La Habana, llegó a Panamá el día 8 de enero de 1972. Allí, desde su llegada, comenzó a ejercer de profesor y formador del Seminario Mayor San José.
Durante esa época participó también en otras tareas diversas, como en la orientación misionera de la Iglesia y de la vivencia del espíritu del Concilio Vaticano II. Luego, en 1978, fue hacia Italia para Doctorarse en Teología por la Pontificia Universidad Gregoriana de Roma, en donde su tesis sobre la «Metodología de la Teología Fundamental» fue calificada con el nivel de máxima honor y alabanza de Summa Cum Laude.
Años más tarde, tras su regreso a Panamá en 1998, el arzobispo panameño José Dimas Cedeño Delgado lo nombró Rector del Seminario Mayor San José y, a partir de 2000, fue elegido Rector de la Universidad Católica Santa María La Antigua.

### Obispo
El 26 de febrero de 2004 ascendió al episcopado, cuando Su Santidad el papa Juan Pablo II lo nombró obispo titular de Macomades Rusticiana y obispo auxiliar de la arquidiócesis de Panamá. Su lema episcopal es «Amen».
Recibió la consagración episcopal el día 17 de abril de ese mismo año, en la Catedral Basílica Santa María la Antigua, a manos del arzobispo José Dimas Cedeño Delgado actuando como consagrante principal. Como co-consagrantes actuaron el Nuncio Apostólico en el país Giacomo Guido Ottonello y el obispo de Santiago de Veraguas Oscar Mario Brown Jiménez.

### Muerte
Falleció el 6 de enero de 2024, a los 81 años, mientras ejercía como obispo auxiliar emérito de la arquidiócesis de Panamá.